# Туркменбаші Рухи мечеть
38°01′04″ пн. ш. 58°15′10″ сх. д. / 38.017777777778° пн. ш. 58.252777777778° сх. д.
Мечеть Туркменбаші Рухи або Мечеть Кипчак (туркм. Türkmenbaşy Ruhy Metjidi, Духовність Туркменбаші) — головна

мечеть Туркменістану, одна з найкрасивіших, найбільша в Середній Азії і найбільша однокупольна мечеть у світі. Мечеть нараховує чотири мінарети. Названа на честь Сапармурата Туркменбаші — засновника і першого президента Туркменістану. 
Мечеть була побудована французькою промисловою групою Буїг (Bouygues)і офіційно відкрита у 2004 році в рідному селі Ніязова Кипчак за 15 км від Ашгабата (тепер село в межах Ашгабата).

## Історія будівництва
В закладці фундаменту мечеті восени 2002 року взяв участь особисто Сапармурат Ніязов. Збудована французькою компанією Bouygues  
у 2004 році, в селі Кипчак, за 15 км від Ашхабата (у 2013 році включено в межу міста), поруч з автомагістраллю M37. 
При офіційному відкритті Сапармурат Ніязов попросив усіх туркменів разом із ним тричі повторити звернені до Всевишнього слова:
 «Всемогутній Аллах , прийми від нас цю мечеть. Це – твій дім».
Мечеть обійшлася туркменській скарбниці у понад $100 мільйонів 
. 
Її загальна площа становить 18 тис м², висота будівлі, збудованої з білого мармуру — 55 м, а висота кожного з чотирьох мінаретів  — 91 метр, символізуючи 1991 рік  — рік здобуття державної незалежності Туркменістану. 
Мечеть здатна вмістити 10 тисяч віруючих, одночасно можуть молитися сім тисяч чоловіків та три тисячі жінок 
. 
У будівлі розташовуються ще 8 входів, перед кожним з яких височіють аркові брами та розбиті каскади фонтанів. 
У мечеті передбачено підігрів підлоги, виконаний у формі восьмикінцевої зірки килимом площею 215 м². 
На території мечеті є спеціальні приміщення для обмивання та проведення ритуальних заходів на 5 тисяч осіб. 
Неподалік мечеті побудована підземна автостоянка, розрахована на 100 автобусів та 400 автівок. 
Стіни мечеті прикрашені не лише висловами з Корану, а й цитатами з книги Сапармурата Ніязова «Рухнама»
.

## Мавзолей Сапармурата Ніязова
Поруч із мечеттю одночасно було збудовано мавзолей президента, всередині якого розташовано п'ять саркофагів. 
Чотири в кутах — в них спочивають мати і батько Ніязова, а також два брати, які загинули під час землетрусу 1948 року. 
У центрі знаходиться призначений для самого Туркменбаші, в якому його і поховали у 2006 
.

## Галерея

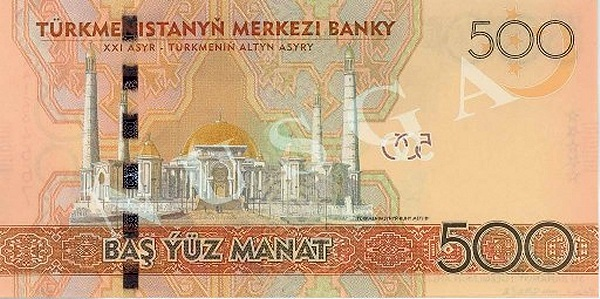
Мечеть на 500 манатах зразка 2009